# Proliferacja (biologia)
Proliferacja – proces namnażania się komórek lub wirusów. Namnażanie się komórek, jak również ich przeżywanie i śmierć, regulowane są przez złożone mechanizmy kontroli cyklu komórkowego.
W ściśle określonym przedziale czasowym układ kontroli cyklu komórkowego włącza i wyłącza kolejne enzymy i białka uczestniczące w poszczególnych etapach cyklu komórkowego podzielonych na fazę G1, S, G2, M (mitozy lub mejozy), prowadzących w konsekwencji do podziału i powielenia komórki. Proliferacja zdrowych komórek kontrolowana jest zwykle przez stymulujące lub hamujące sygnały płynące z innych komórek w powiązaniu z wewnętrznym programem podziałów komórki.

## Proliferacja u grzybów
U grzybów proliferacja występuje w procesie konidiogenezy, czyli wytwarzania zarodników konidialnych. Na komórkach konidiotwórczych typu annelida poprzez pączkowanie powstają nowe konidia. Po każdym oddzieleniu się konidium następuje odtworzenie jej ściany komórkowej. Proliferacja jest tu rozumiana jako zdolność komórki do wytwarzania składników potrzebnych do budowy ścian komórkowych sukcesywnie na niej powstających nowych konidiów. Po oddzieleniu się każdego kolejnego konidium na komórce powstaje kołnierzyk, a komórka konidiotwórcza wydłuża się. Kołnierzyków tych jest tyle, ile powstało konidiów

## Kontrola proliferacji w tkankach

### Proliferacja prawidłowych komórek
W warunkach fizjologicznych sąsiadujące komórki wysyłają zwykle sygnały powstrzymujące je przed podziałami. W sytuacji ustania takich sygnałów np. po przerwaniu ciągłości skóry, komórki występujące na brzegach rany wchodzą w kolejne fazy cyklu komórkowego, prowadząc do proliferacji i regeneracji uszkodzonej tkanki.

### Proliferacja komórek nowotworowych
Niekontrolowane jednak podziały komórek, wymykające się zewnętrznej i wewnętrznej kontroli cyklu komórkowego prowadzą zwykle do nieograniczonej proliferacji i procesów nowotworowych, co często wynika z mutacji DNA w obszarach kodujących geny istotne dla mechanizmów kontroli cyklu komórkowego tj. geny supresorowe (mutacje wyłączające), mutatorowe lub protoonkogeny (mutacje wzmacniające).